# Gaëtan Dugas
Gaëtan Dugas (Quebec, 20 februari 1953 - aldaar, 30 maart 1984) was een Canadese  luchtvaart-steward en relatief vroege hiv-patiënt. Hij werd ooit gezien als "patiënt nul" van de aids-verspreiding in de Verenigde Staten.
Dugas was een belangrijk figuur in de beginjaren van AIDS-onderzoek: een studie wees uit dat veel vroege hiv-infecties in New York en Zuid-Californië terug te voeren waren op Dugas. Epidemiologen van de Amerikaanse CDC ontdekten dat veel van de seksuele partners van Dugas besmet waren met HIV en AIDS hadden. In totaal waren ten minste 40 van de eerste 248 AIDS-patiënten in de VS verbonden met Dugas. Over zijn vermeende rol in de verspreiding van het AIDS-virus is een boek verschenen, dat ook verfilmd is. Hij is ook aangeduid met "Patient O", met de letter O van "Out-of-California".
Nadien in 2016 is uit genetisch onderzoek naar voren gekomen dat de analyses uit eerdere studies over "patiënt nul" niet konden kloppen.

Graph met Dugas als "patient zero" gebaseerd op artikel in the American Journal of Medicine, maart 1984. doi:10.1016/0002-9343(84)90668-5